# بوبي سايكس
بوبي سايكس (بالإنجليزية: Bobbi Sykes)‏ (16 أغسطس 1943، تاونسفيل في أستراليا - 14 نوفمبر 2010)؛ كاتِبة، ناشطة حقوق الإنسان وشاعرة أسترالية. درست في جامعة هارفارد.